# Vårby gård (tunnelbanestation)
Vårby gård är en tunnelbanestation längs Stockholms tunnelbana, belägen mellan stationerna Vårberg och Masmo på den röda linjen i bostadsområdet Vårby gård i kommundelen Vårby, Huddinge kommun.

## Historik
Stationen togs i bruk den 1 oktober 1972. Avståndet från station Slussen är 14,2 kilometer. Det är en utomhusstation med en plattform och entré från Vårby gårds centrum.
Konstnärlig utsmyckning: fotomontage av exotiska växter, Flora, av Rolf Bergström, 1999.

## Bilder

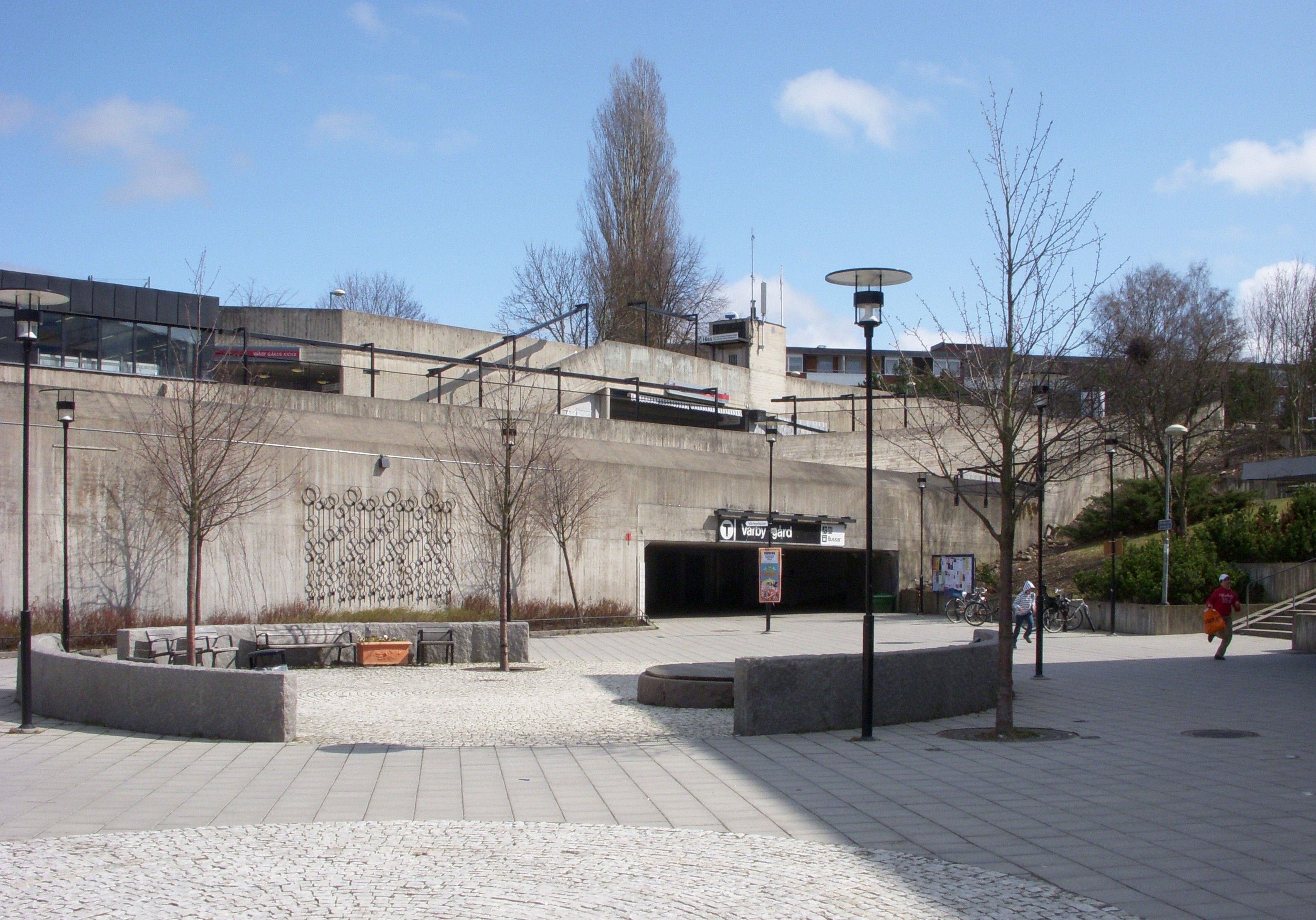
Vårby gårds centrum och stationen, 2012.
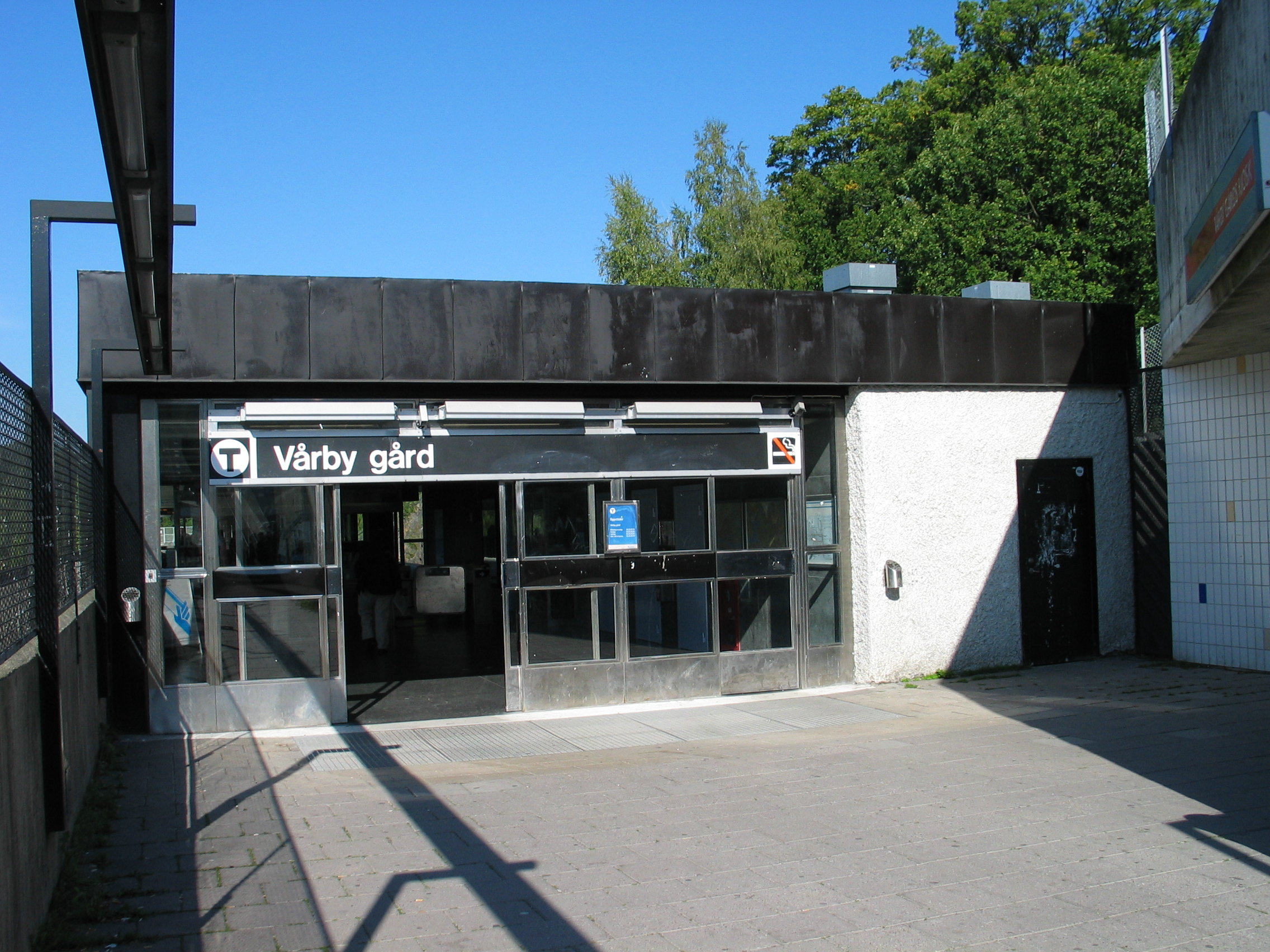
Stationen, 2006.
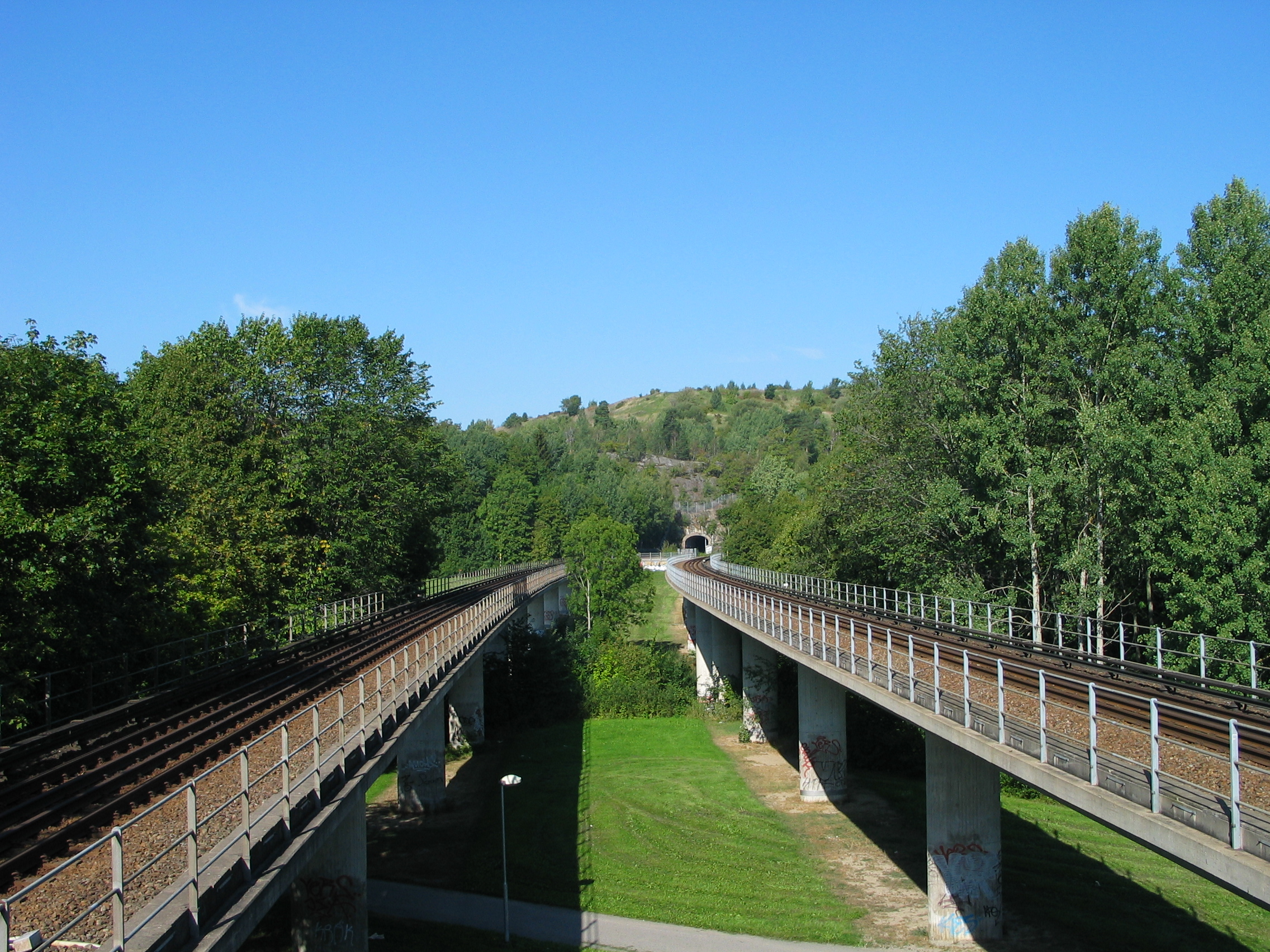
Tunnelbaneviadukten, 2006.
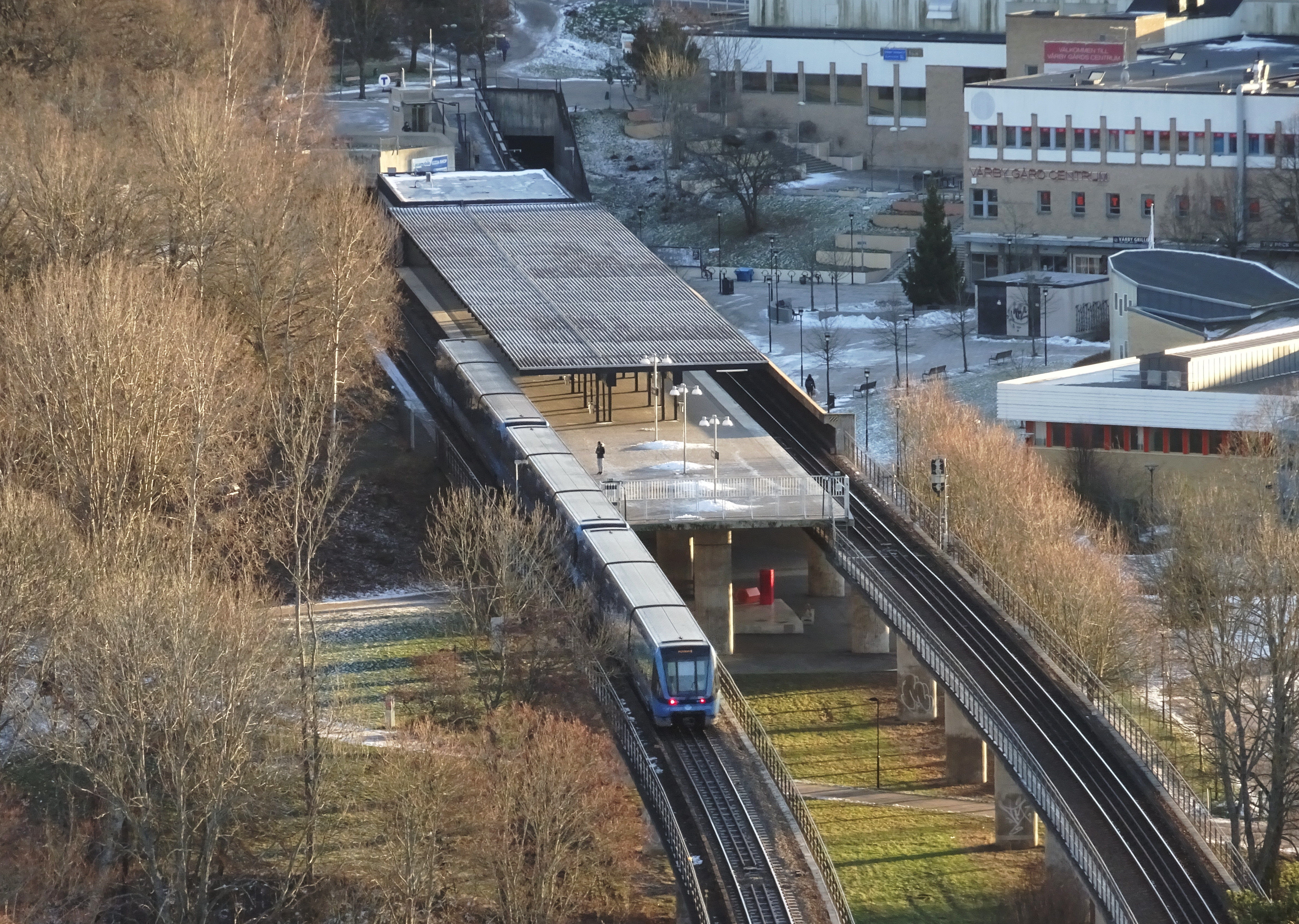
Stationen sedd från Vårbergstoppen, 2019.